# The Platinum Collection (Roberto Vecchioni)
The Platinum Collection è una tripla antologia del cantautore milanese Roberto Vecchioni pubblicata dalla EMI nel 2006 che raccoglie il periodo 1984-2002.

## Tracce

### CD 1
1. Samarcanda - 4:21
2. Luci a San Siro - 5:16
3. Per amore mio (Ultimi giorni di Sancho P.) - 4:41
4. Signor giudice (Un signore così così) - 3:47
5. La Stazione di Zima - 4:45
6. Milady - 3:57
7. Bei tempi - 4:51
8. Rossana Rossana (Berg e Rac) - 4:42
9. Tema del soldato eterno e degli aironi - 4:23
10. Piccolo amore - 4:39
11. Il cielo capovolto (Ultimo canto di Saffo) - 5:27
12. Il mago della pioggia - 4:54
13. Viola d'inverno - 4:18
14. Tommy - 4:23
15. Alessandro e il mare - 5:03

### CD 2
1. Stranamore (Pure questo è amore) - 3:52
2. El bandolero stanco - 5:27
3. Sogna ragazzo sogna - 4:41
4. Mi manchi - 4:18
5. Velasquez - 5:20
6. La città senza donne - 5:05
7. Ippopotami - 9:08
8. Leonard Cohen - 3:18
9. Le mie ragazze - 3:56
10. A.R. - 4:20
11. Angeli - 5:29
12. Love Song (Despedida) - 3:38
13. Il lanciatore di coltelli - 2:52
14. Che dire di lei - 4:38
15. Verrà la notte e avrà i tuoi occhi - 4:48

### CD 3
1. Blumùn - 5:29
2. Voglio una donna - 4:05
3. Il grande sogno - 4:57
4. Figlio, figlio, figlio - 3:43
5. Il tuo culo e il tuo cuore - 4:28
6. Dentro gli occhi - 4:10
7. Sogni d'oro - 5:19
8. Gli amici miei - 4:56
9. La mia ragazza - 4:54
10. Euridice - 4:31
11. Le lettere d'amore (Chevalier de pas) - 4:05
12. La bellezza (Gustav e Tadizio) - 3:38
13. Gli anni - 3:46
14. Piccole donne crescono - 4:36
15. Canzone per Alda Merini - 5:11